# باد كوكريل
باد كوكريل (بالإنجليزية: Bud Cockrell)‏ هو مغن مؤلف ومغني أمريكي، ولد في 28 مارس 1950 في غرينفيل في الولايات المتحدة، وتوفي في 6 مارس 2010 في مقاطعة هايندز في الولايات المتحدة بسبب السكري.

## وصلات خارجية
- الموقع الرسمي
- باد كوكريل على موقع IMDb (الإنجليزية)
- باد كوكريل على موقع ميوزك برينز (الإنجليزية)
- باد كوكريل على موقع ديسكوغز (الإنجليزية)